# 集體智慧
集體智慧（英語：collective intelligence），也称集體智能、群智等称，此术语中intelligence即为智力、智慧。（注意，有几个英文单词都有“群”的含义，目前中國大陆科技论文中，一般“群体智能”、“群智能”是指另外一个术语，其“群”字的英文原文是另一个词）
單一個體所做出的決策往往會比起多數決的決策來的不精準，集体智慧（集体智能）是一种共享的或者群体的智能，以及集結眾人的意見進而轉化為決策的一種過程。它是从许多个体的合作与竞争中涌现出来的。集体智慧在细菌、动物、人类以及计算机网络中形成，并以多种形式的协商一致的决策模式出现。
对于集体智慧的研究，实际上可以被认为是一个属于社会学、商业、计算机科学、大众传媒和大众行为的分支学科——研究从夸克层次到细菌、植物、动物以及人类社会层次的群体行为的一个领域。这个概念也经常出现在科幻小说中，它被当作为联结物种和生化人的心灵感应。
上述定义来自侯世达（1979）、彼得·罗素（1983）、汤姆·阿特利（1993）、皮埃尔·列维（1994）、霍華德·布洛姆（1995年）、弗朗西斯·海拉恩（1995年）、道格拉斯·恩格尔巴特、克里夫·乔斯林、罗恩·德姆博、戈特弗里德·梅尔-克瑞斯（2003年）以及其他理论家的著作。集体智慧被诺曼·L·约翰逊称为共生智能。
有的人士，例如汤姆·阿特利，他们在集体智慧方面宁愿把重点主要放在人类上，并且为改进霍华德·布洛姆所谓的“群体智商”而积极工作。阿特利认为，可以鼓励集体智慧“去克服‘团体迷思’和个人认知偏差，以使得群体在流程中进行合作成为可能，同时还能大大提高智力表现”。
集体智慧（CI）也可以定义为某种形式的网络化，即互联网，它是由通信技术的进步而引发的。Web 2.0实现了交互性，因而用户可以发布自己的内容。集体智慧凭借这一点来提高现有知识的社会共享。Henry Jenkins，一个在新媒体和媒体融合领域的主要理论家，依照他的学说，集体智慧可以归因于媒体融合以及共享文化。集体智慧不仅仅是所有文化在信息数量上的贡献，同时，它也是质量上的贡献。
一个CI的先驱，George Pór，他将集体智慧定义为“通过分化与整合、竞争与协作的创新机制，人类社区朝更高的秩序复杂性以及和谐方向演化的能力”。汤姆·阿特利和George Pór说明“集体智慧还包括实现单一的关注点以及标准的衡量尺度，以提供适当的行动门槛”。他们的方法植根于科学界的隐喻。
列维和德克霍夫从大众传播的思考方法来考虑CI，集中网络信息及通信技术的能力去提高社区知识库。他们认为，这些通讯工具可以使人类既方便又快速地进行互动、分享与合作（Flew 2008）。随着互联网的发展和广泛使用，对于那些以社区为基础的论坛，例如维基百科，为它们做贡献的机会大于以往任何时候。通过对数据库的集体访问，以及允许他们“利用蜂巢”，这些计算机网络给与参与用户存储和检索知识的机会（Raymond 1998; Herz 2005 in Flew 2008）。对于人和计算机所组成的群体，在麻省理工学院集体智慧研究中心的研究人员，他们研究和探索这些群体所具有的集体智慧。

## 概念
从35亿年前我们的细菌祖先所处的年代一直到现在，霍华德·布洛姆描绘了集体智慧的演化，并且说明自从生命起源开始，多物种的智能已经开始工作。
另一方面，汤姆·阿特利和George Pór认为，当群论和人工智能有一些东西可以提供的时候，集体智慧领域应主要当作为一个人类规划。在其中为了共同的利益，观念模式、分享意愿以及对分布式智能的价值的开明是最重要的。阿特利和Pór说，重视集体智慧的个体，他们相信自己的能力，并承认整体确实比任何单个部件的总和更优秀。
从Pór和阿特利的观点来看，最大限度地发挥集体智慧有赖于一个组织接受和发展“黄金建议”的能力，它们来自任何成员的任何可能有用的输入。通过限制输入至经过选择的少数个人，或者过滤潜在的黄金建议而没有充分加强它们直至执行，团体迷思经常阻碍群体智能。
集中通过各种建议方式，对于很多独特的观点，凭借假设，即无知的建议在一定程度上是随机的，知识有可能十分相似，并且可以因决策过程而仅留下有学识的剩余物。批评者指出，坏的想法、误解以及错误的认识通常是普遍存在的，而且组织决策过程必须有利于专家。在特定情况下，他们大概不容易遭受随机的或误导的建议。
然而这些是阿特利和Pór等专家的观点，集体智慧的其他缔造者对此有不同的理解。弗朗西斯·海拉恩、瓦伦蒂·特琴和戈特弗里德·梅尔-克瑞斯，他们通过计算机科学和控制论来看待集体智慧。霍华德·布洛姆强调生物适应，它已经使大多数的地球生命变成他所谓的“学习机”的部件。而彼得·罗素、伊莉莎白‧薩圖理司和芭芭拉‧馬克斯‧胡巴德（“意识演化”一词的开创者）是受智慧圈设想的启发。智慧圈是一个卓越的、快速演化的集体智慧——一个行星的信息皮层。
也许我们可以得出这个信息皮层和互联网之间的相似之处。在1995年，该网络被互联网协会定义为“……全球信息系统……提供、使用或使得可以访问，或公开或私下，高级别的服务在通信和相关基础设施上分层”（Leiner et al. 2003），因而我们能够理解它是怎样适合于成为这个“皮层”的。自从1950年代后期它开始发展，而直到1991年WWW（万维网）出现时才得以形成信息皮层。在2005年，全世界有多达1,018,057,389个互联网用户（CIA 2008）。这么多的用户访问互联网只能意味着一件事——彼此间的深刻理解以及知识的协作。互联网是一个信息和通讯的工具，无论是调查股市或名人八卦网站，人类主要对信息共享感兴趣，而互联网则服务于这一目的。

### 大规模协作的四項原則
据泰普史考特和威廉斯所说，集体智慧是大规模协作。为了使这一概念能够发生，需要存在四项原则，即开放、对等、共享以及全球行动：

#### 开放
在通信技术的早期阶段，人员和公司都不愿交流思想、知识产权而支持自我激励，因为这些资源提供了竞争优势。然而，终于他们开始放松对资源的控制，因为这样做可以获得更多的利益。通过合作来让别人分享想法和申请特许经营，这将使产品获得显著改善并得到严格检验。

#### 对等
这是横向组织的一种形式，它有能力去创造信息技术和物质产品。其中一个例子是Linux程序的“开放”，在这里用户可以自由地修改和发展它，以使得其他人可以使用。在这种形式下的集体智慧中，参与者作贡献的动机不同，但是取得的成果是为了一种产品或服务的改善。引述一下，“对等之所以成功，是因为它利用了自组织——一种形式的制造。对于某些任务来说，它可以比等级制度工作得更有效率。”

#### 共享
“应该有一个违反知识产权分配的规则吗？”，而对于该问题，这一原则是有争议的。研究显示，越来越多的公司已经开始分享一部分，同时在某种程度上保持对其余部分的控制，例如有潜力的、关键的专利权。这是因为公司已经意识到，通过限制其所有的知识产权，导致他们关闭了所有可能的机会。而分享一些则使得他们可以扩大其市场，并且能够更快地推出产品。

#### 全球行动
通信技术的进步已经促使全球性公司以及电子商务的提高，其中电子商务让个人可以在低到几乎没有经费支出的情况下开展业务。互联网的影响是广泛的，因此，全球一体化的公司将没有地域限制，而有全球性的联系，使他们能够获得新的市场、理念和技术。所以，对企业来说重要的是得到更新，并保持全球竞争力，否则将面临客户率下降。

## 历史
集体智慧的概念最初来自于昆虫学家威廉·莫顿·惠勒的观测。表面上，独立的个体可以合作得如此紧密，以至于变得和一个单一的有机体没有什么区别。在1911年，惠勒看到这样的协作过程在蚂蚁身上起作用，它们表现得像一个动物的细胞，并且具有集体思维。他称之为更大的生物，即聚集的蚁群看起来形成了一个“超有机体”。
1912年，爱米尔·涂尔干将社会确定为人类逻辑思维的唯一来源。在《宗教生活的基本形式》一书中，他认为，社会组成了更高的智能，因为它在时空上超越了个体。
集体智慧来自于弗拉基米尔·维尔纳茨基（Vladimir Vernadsky）的“智慧圈”概念，以及赫伯特·乔治·威尔斯的“世界脑”概念。对其所作的深入研究在近来逐渐增多，例如Pierre Lévy撰写了同名的一本书，Howard Bloom撰写了《全球脑》（另见全球脑概念），霍華德·萊恩格爾德撰写了《聪明行动族》（Smart Mobs），而羅伯特·大衛·斯蒂爾则撰写了《智力的新技能》（The New Craft of Intelligence）。依据信息的法律和道德来源，后者介绍了把所有公民当作为“智力民兵”的概念，如同能够创造一个“市民智慧”。它使得公职人员和公司经理保持正直，并且把“国家智能”的概念放在脑中（以前关心间谍和保密）。
1986年，霍華德·布洛姆把细胞凋亡、并行分布式处理、群体选择以及超有机体的概念结合在一起，以形成一个关于集体智慧如何工作的理论。后来，在计算机生成的的“复杂适应性系统”和“遗传算法”（由约翰·霍兰德所开创的概念）方面，他又进一步表明该怎样来解释集体智慧，例如那些竞争的细菌菌落和竞争的人类社会。
蒂姆·伯纳斯-李，作为万维网的开发者，他建造该网络的目标是为了促进全球范围内的信息交流与发布。之后，他的老板开创了可供免费使用的WWW技术。在90年代初，互联网的潜力仍然没有被利用，直到90年代中期，由高级研究计划署（ARPA）的负责人Dr. J.C.R. Licklider所提出的“临界质量”，它需要互联网更加方便、实用。因此可以说，集体智慧背后的动力是信息与通信的数字化。这是因为，超链接的存在使得搜索和创建网站、网页变得更容易，而知识则能够在短短的几分钟之内被建立。
大衛·斯科比納提到，“群体意识（group mind）”的概念是衍生自柏拉图的泛心论。泛心論，認為精神或意识是无所不在的，并且存在于所有的物质中。他遵循“群体意识”概念的发展，这是由霍布斯所阐述的，同时与霍布斯的利维坦有关。利维坦起到一个统一实体的作用，并且可以当作費希納的人类集体意识的论点。他认为涂尔干是最著名的“集体意识”拥护者，并且认为德日进是超过其他任何人的、详尽阐述了群体意识的哲学影响的思想家。

## 例子
最著名的集体智慧工程是政党，它动员了大批人来制定政策，选举候选人，以及资助和运作竞选活动。军事单位、工会和企业仅关注小范围的事务，但是却可以满足一些名副其实的“CI”解释——最严格的定义将需要有能力对很随意的条件作出反应，并且在这些条件下没有严格限制行动的来自“法律”或者“客户”的命令或指示。另一个例子是像BootB和DesignBay这样的在线广告公司，它们使用集体智慧以绕过传统的营销和创作机构。
即兴演员也体验到一种类型的集体智慧，他们称之为“群体智慧”。
另一种形式的集体智慧是学习者产生的背景。其中，一组用户协作marshall现有资源去创造一个生态环境，以满足他们的需求。而需求往往（但不仅限于）与共同配置、共同创造和共同设计一个特定的学习空间有关，这个空间允许学习者创建自己的环境。从这个意义上来说，学习者产生的背景相当于一个特设社区，它可以在一个信任的网络中促进集体行动的协作。
对于学习者产生的背景，在互联网上也许可以发现最好的例子，一群协作的用户将知识集中起来，进而形成一个共享的智能空间。随着互联网的发展，作为一个共享的公共论坛，因而有了集体智慧的概念。与以往任何时候相比，互联网的全球易用性和可用性使更多的人发表他们的想法，以及去访问这些协同的智能空间。（Flew 2008）
如果我们在科技方面衡量智能，那么蚂蚁社会则比人类以外的任何其他动物表现出更多的智慧。蚂蚁社会能够从事农业，实际上包括几种不同的形式。有些蚂蚁社会饲养了多种形式的牲畜，例如，有的蚂蚁为了“挤奶”而喂养和照顾蚜虫。切叶蚁照看真菌，并且运送叶子来喂养真菌。
不管怎样，多数人都同意，维基百科是一种完全表现出集体智慧的媒体。它是一个几乎可以在任何时候由任何人改变的百科全书。这个观念被称为“维基经济学”，是由泰普史考特和威廉斯在他们有着类似名称的书中提出的。他们引用了星期日泰晤士报的内容：“‘维基经济学’是新的力量，它将人们联合在网络上，以此来建立一个巨大的脑。”通过这个应用，在消费者和生产者之间的界限已经变得模糊，并创建了术语“产用合一者”或者“产销合一者”。
在游戏中可以看到更多集体智慧的例子。一些游戏，例如《模拟人生》、《光环》和《第二人生》，它们被设计为更加地非线性，并且为了扩展而需要依靠集体智慧。这种交流方式正在逐渐演化，同时影响着当前和未来几代人的心态。对于他们来说，集体智慧已成为一个规范。

## 数学技术
“集体智慧商数”（或“合作商数”）有时会作为一个计量标准而被应用，特别是由那些更关注于人工智能的理论家——它大概能像“个人”智商（IQ）那样被测量——从而有可能确定略微增加的、由参加集体的每一个新个体所增添的智能，这样就可以利用度量来避免群体思维和愚蠢行为。
2001年，来自波兰AGH大学的Tadeusz（Ted）Szuba为集体智慧现象提供了一个正式的模型。它呈现出一个无意识、随机、并行、分布式的计算过程，并依照社会结构在数理逻辑下运行。
在此模型中，将生命和信息建模为抽象的附有数理逻辑表达式的信息分子。因为与环境之间的相互作用，它们准随机地移位，而该环境则具有其想要的置换。它们在抽象计算空间的相互作用产生了多线程的推理过程，我们认为这就是集体智慧。因而，用了一个非图灵的计算模型。这个理论可以给予集体智慧以简单的正式定义，即社会结构的属性，并且对广泛的生物有效，从细菌菌落到人类社会结构。作为一个特别的计算过程，集体智慧为一些社会现象提供了一种简单的解释。对于该模型的集体智慧，提出了IQS（智商联合）的正式定义，并定义为“在N元推理的时间和域范围内的概率函数，它反映了社会结构的推理活动”。虽然IQS似乎是难以计算，但是在计算过程方面，上述的社会结构建模给出了近似的机会。可能的应用包括通过IQS的最大化来优化公司，以及在预防细菌菌落的集体智慧方面所做的抗药性分析。

## 使用集体智慧来进行股市预测
由于互联网在世界各地快速传递大量信息的能力，在长期或者甚至是短期应用中，使用集体智慧来预测股票价格和股票价格走势已经变得可行。利用这些属性，可以通过建立网站来尽可能即时地统计股票市场信息。因此，专业的或业余的股票分析师能够发表自己的观点，并参与创建一个关于具体股票或者整体股市的总的意见。虽然已普遍预期，至少在投资界，对于投资银行和经纪公司公布其股票评级和报告，互联网已经使业余的或更少的臭名昭著的投资者可以同时提交他们的财务意见。其结果是，与其他人相比，任何投资者的观点可以被同等地加权。所以，有效实施集体智慧的核心前提是它能够被更全面地应用：群众，包括广泛的股市专业知识，在理论上可用来更准确地预测金融市场的变化上。
集体智慧支持了尤金·法马的效率市场假说——尽管在他的论文中没有明确地使用集体智慧概念。法马援引由Michael Jensen进行的研究，其中从1955年到1964年期间，发现所选择的115个基金中有89个指数表现不佳。在去掉垫底费（预付款）之后72个表现不好，而去除经纪费之后58个低于市场表现。它是以像这样的证据为基础的，即指数基金成为流行的投资工具——把有效使用市场的集体智慧作为一个投资策略，而不是专业的基金经理的判断。

## 集体智慧与媒体
新媒体经常与集体智慧的提高与增强联系在一起。新媒体能够轻松地存储和检索信息，这主要通过数据库和互联网来实现。而对它来说，这允许它被毫无困难地共享。因此，通过与新媒体的互动，知识很容易在信息来源(Flew 2008)之间传递，进而导致一种形式的集体智慧。交互式新媒体的使用，特别是互联网，促进了在线互动以及在用户之间的知识传播。
在这种情况下，集体智慧常常与共享知识相混淆。前者是广泛的提供给所有社区成员的知识，而后者则是被全体社区成员所了解的信息。
相比协同智能，Web 2.0所代表的集体智慧只有较少的用户参与。
另一方面，有人认为，媒体，或者特别是主要媒体不能提升智能，因为主要媒体在充分处理复杂问题方面固有的无力，例如环境危机。参见《IRG解决方案——等级制度的无能以及怎样来战胜它》，讨论了主要媒体和政府类型的等级组织。该书认为，集体智慧只能从巨大而非正规的人际互动网络中涌现，而媒体对此却帮不上忙。

## 在视频游戏中的集体智慧
在泰瑞·弗盧对于在线游戏环境中的“交互性”的讨论中（在用户和游戏开发者之间正在进行的互动对话），他提到列維的集体智慧概念（Levy 1998）。他认为这个概念在大型多人在线游戏中主要发挥部落或协会的作用，而部落和协会一直合作，以实现游戏的目标/目的。亨利· 詹金斯建议，在游戏制作人员、媒体公司以及最终用户之间涌现的参与文化，它们标记出具有媒体生产和消费性质的根本转变。詹金斯认为，这种新的参与文化在三大新媒体发展趋势的交叉中出现。首先，新媒体工具/技术的发展激活了内容创作；其次，亚文化的上升促进了这种创作；最后，价值增长添加至培养形象、思想和叙事流的媒体集团。作为文化理论家和网络社区开发者，John Banks仔细考虑了网上爱好者社区在Trainz产品创新中的贡献。他认为，其商业上的成功基本上是依靠“一个充满活力且生机勃勃的网上爱好者社区的形成与增长，它积极地推销产品，同时也为游戏软件创建内容扩展以及添加物”。在用户创建的内容和交互性方面的增长产生了一些担忧，其涉及到控制游戏本身以及玩家所创内容的所有权。这引发了由Lessig、Bray以及Konsynski所提出的基本的法律问题，例如知识产权和财产所有权。
更进一步，在虚拟现实网络游戏的讨论中，Gosney扩展了在视频游戏里的集体智慧问题。他将这个类型描述为一种“跨媒体的游戏，其有意模糊游戏内外两者之间的经历”。像发生在游戏现实之外的事情一样，这个游戏“伸出来”并进入到玩家的生活中，以把两者结合在一起。解决游戏需要“众多玩家集体的、合作的努力”；因而，关于集体的、协作的团队行动的问题，它对于ARG来说是至关重要的。Gosney认为，虚拟现实类型的游戏决定了前所未有的协作与“集体智慧”，以解决游戏的奥秘。

## 支持意見
阿特立表明，尽管人类在收集和分析数据方面有先天的能力，但是他们仍然受到文化、教育以及社会机构的影响。一个人在分析时，特别趋向于基于自我保护的原因来作决定。此外，人类没有办法去做可以在创新和现实之间保持平衡的选择。因此，如果没有集体智慧，人类可能只是基于他们自私的需求而驱使自己走向灭亡。
Phillip Brown和休·勞德（Hugh Lauder）引述了Bowles与赫爾伯特·金蒂斯（1976）的话，为了准确地定义集体智慧，从智商主义（IQism）中区分出智能是至关重要的。他们接着表明，智能是一项成就，而如果允许，它只会发展。例如，在早期，来自社会下层的群体在汇总和集中他们的智能时受到严格限制。这是因为统治者担心集体智慧将会引发叛乱。如果没有这种能力和关系，将不会有集体智慧得以创建的基础结构(Brown & Lauder 2000，第230頁)。这反映了如果允许其发展，那么集体智慧会有多么的强大。
集体智慧在商业上的益处也是同样重要的。由泰普史考特和威廉斯所做的研究提供了几个例子：
人才利用：以当前时期技术改变的速度，没有任何公司能够充分保持竞争所需的创新。相反，聪明的公司正在利用大规模协作的力量，其牵涉到他们所不能雇佣的人的参与。
创造需求：通过参加开源社区，企业可以为互补性商品开拓一个新的市场。
费用减少：大规模协作能够有助于急剧地降低成本。企业可以发布特定的软件或产品，而由网上社区来评估或排错。其结果是，在短时间内，以较少的费用建造了更加个性化、坚固和无差错的产品。

## 反对意见
怀疑者，尤其是有的人批评人工智能并倾向于相信身体伤害和人身行动的风险是所有人之间团结一致的要素，同时更有可能重视群体采取行动以及能够承受伤害的能力，并将其当作为流动的全民动员，且不把伤害当回事，就像身体不在乎少数细胞的损失。这个思想压力在反全球化运动中最明显，并且在約翰·澤贊、摩爾和Starhawk的作品中有所描述，而他们通常会回避学者。这些理论家更有可能是指生态和集体的才智以及在做本体论的区分时共识过程的作用，而不是任何形式的字面意义上的“智力”，他们往往认为其不存在，或者仅仅是“聪明”。
在道德范围内对人工智能的严厉批评有可能促进集体的智慧建设方法，诸如新部落主义和盖亚假说。它们是否可以称之为集体智慧系统，这是一个开放性的问题。有的人，例如比尔·乔伊，只是想避免任何形式的自治的人工智能，似乎愿意从事严格的集体智慧工作，以消除任何可能的对AI的定位。

## 近期的发展
互联网和移动通讯的增长也突出了“集群”或“约会”的技术，使按需开会或者甚至是约会成为可能。这种技术在集体智慧和政治成就上的全面影响尚未显现，但反全球化运动在活动的前中后期，在很大程度上依赖于电子邮件、移动电话、短信以及其他的方式。阿特立，一位既参与理论活动又参加政治活动的理论家，他量化了一个受过训练的基础，即在这些事件和政治需要之间推动它们的连接。独立媒体以更加新闻化的途径来做到这个，甚至在维基百科里有一些时下这种事件的报道。
很可能这种资源在未来可以结合成一种形式的集体智慧。它仅对当前的参与者负有责任，但是具有来自于几代贡献者的强烈的道德或语言方面的指导——或者甚至是采取一种显然更民主的形式，以此来推进一些共同的目标。

### 引用
1. ↑  .   [2023-03-23]. （原始内容存档于2023-03-23）.
2. ↑  方滨兴等。在线社交网络分析，电子工业出版社，2014年11月
3. ↑  Blinder, Alan; Morgan, John. . Cambridge, MA. 2000-09.
4. ↑  Flew, T.（2008）. New Media: an introduction. Melbourne: Oxford University Press
5. ↑  George Pór, Blog of Collective Intelligence 的存檔，存档日期2004-08-02.
6. ↑  .   [2010-08-15]. （原始内容存档于2010-06-11）.
7. ↑  Howard Bloom, Global Brain: The Evolution of Mass Mind from the Big Bang to the 21st Century, 2000
8. 1 2 3  Tapscott, D., & Williams, A. D.（2008）. Wikinomics: How Mass Collaboration Changes Everything, USA: Penguin Group
9. ↑  Émile Durkheim, The Elementary Forms of Religious Life, 1912.
10. ↑  Howard Bloom, The Lucifer Principle: A Scientific Expedition Into the Forces of History, 1995
11. 1 2  Weiss, A.（2005）. The Power of Collective Intelligence. Collective Intelligence, pp. 19-23
12. ↑  Skrbina, D., 2001, Participation, Organization, and Mind: Toward a Participatory Worldview 的存檔，存档日期2011-06-04., ch. 8, Doctoral Thesis, Centre for Action Research in Professional Practice, School of Management, University of Bath: England
13. ↑  Luckin, R., du Boulay, B., Smith, H., Underwood, J., Fitzpatrick, G., Holmberg, J., Kerawalla, L., Tunley, H., Brewster, D. and Pearce, D.（2005）, 'Using Mobile Technology to Create Flexible Learning Contexts '. Journal of Interactive Media in Education, 22.
14. ↑  Luckin, R.（2006）, Understanding Learning Contexts as Ecologies of Resources: From the Zone of Proximal Development to Learner Generated Contexts. Paper presented at the Proceedings of World Conference on Elearning in Corporate, Government, Healthcare, and Higher Education 2006.
15. ↑  Luckin, R., Shurville, S. and Browne, T.（2007）, 'Initiating elearning by stealth, participation and consultation in a late majority institution'. Organisational Transformation and Social Change, 3, 4, 317–332.
16. ↑  Fadul, Jose. . International Journal of Learning (Melbourne). 2009, 16 (4): 211–220  [2009-11-09]. （原始内容存档于2009-12-14）.
17. 1 2  Szuba T., Computational Collective Intelligence, 420 pages, Wiley NY, 2001
18. ↑  Fama, E.F.,（1970）, Efficient Capital Markets: A Review of Theory and Empirical Work, Journal of Finance, Vol. 25 No. 2, pp. 383 – 417
19. ↑  Jensen, M.C,（1967）, The Performance of Mutual Funds in the Period 1945-1964, Journal of Finance, Vol. 23, No. 2, pp. 389-416, 1967
20. ↑  Jenkins, H. 2006. Fans, Bloggers and Gamers: Exploring Participatory Culture. New York: New York University Press.
21. ↑  
Flew, Terry and Humphreys, Sal (2005)“Games: Technology, Industry, Culture”in Terry Flew, New Media: An Introduction (2nd edn), Oxford University Press, South Melbourne 101-114.
22. ↑  Henry Jenkins (2002) in Flew, Terry and Humphreys, Sal (2005) Games: Technology, Industry, Culture in Terry Flew, New Media: An Introduction (2nd edn), Oxford University Press, South Melbourne 101-114.
23. ↑  L, Lessig,（2006）Code Version 2.0（2nd ed.）. New York: Basic Books.
24. ↑  Bray, DA & Konsynski, BR, 2007, Virtual Worlds, Virtual Economies, Virtual Institutions, viewed 10th October 2008, p. 1-27 <http://ssrn.com/abstract=962501>
25. ↑  Gosney, J.W, 2005, Beyond Reality: A Guide to Alternate Reality Gaming, Thomson Course Technology, Boston.
26. ↑  Atlee, T.（2008）. Reflections on the evolution of choice and collective intelligence （页面存档备份，存于）, Retrieved August 26, 2008

### 书目
- Hofstadter, Douglas. . New York: Basic Books. 1979.
- Brown, Philip; Lauder, Hugh. . S. Baron, J. Field & T Schuller  (编). . New York: Oxford University Press. 2000.
- Brown, Philip; Lauder, Hugh. . Brown & Lauder  (编). . Palgrave. 2001.
- CIA.（2008）. The World Factbook （页面存档备份，存于）.（accessed 3 September 2008）
- Flew, Terry. . Melbourne: Oxford University Press. 2008.
- Leiner, Barry, Cerf, Vinton, Clark, David, Kahn, Robert, Kleinrock, Leonard, Lynch, Daniel, Postel, Jon, Roberts, Larry and Wolff, Stephen. 2003. A Brief History of the Internet[永久]. Version 3.32（accessed 3 September 2008）
- Rheingold, Howard. . Basic Books. 2002.
- Sun, Ron. . Cambridge University Press. 2006.